# Splendrillia aoteana
Splendrillia aoteana é uma espécie de gastrópode do gênero Splendrillia, pertencente a família Drilliidae.